# فرانکو فرانتیچلی
فرانکو فرانتیچلی (ایتالیایی: Franco Fraticelli؛ ‏ ۳۰ اوت ۱۹۲۸ – ۲۶ آوریل ۲۰۱۲) تدوین‌گر اهل ایتالیا بود.
او همکاری نزدیکی با داریو آرجنتو و لینا ورتمولر در فیلم‌هایشان داشت.
از فیلم‌ها یا مجموعه‌های تلویزیونی که وی در آن‌ها نقش داشته است، می‌توان به آخرین روزهای موسولینی، ریتا پشه، اغوای میمی، جنایت بی‌نقص، داستان‌های زندگی و جنایت، زندگی دشوار، بسترهای بی‌بندوبار، خودشه… آره! آره!، هیولا، کاپوت موندی، هیولا، و آگنس مرگ را برگزید، تعطیلات آخر هفته، به سبک ایتالیایی، کافه اکسپرس و شبی پُرباران اشاره نمود.
او بابت تدوین فیلم پسران حاشیه‌نشین (۱۹۹۰) به کارگردانی «مارکو ریسی»، نامزدِ دریافتِ جایزهٔ دیوید دی دوناتلو شد.